# Lijst van voetbalinterlands Niger - Sierra Leone
Deze lijst van voetbalinterlands is een overzicht van alle officiële voetbalwedstrijden tussen de nationale teams van Niger en Sierra Leone. De Afrikaanse landen speelden tot op heden zeven keer tegen elkaar. De eerste ontmoeting was een kwalificatiewedstrijd voor het Wereldkampioenschap voetbal 1978 op 7 maart 1976 in Freetown. Het laatste duel, een vriendschappelijke wedstrijd, werd gespeeld in Niamey op 13 oktober 2020.

## Wedstrijden
| № | Plaats   | Datum            | Competitie                   | Wedstrijd            | Uitslag |
| - | -------- | ---------------- | ---------------------------- | -------------------- | ------- |
| 1 | Freetown | 7 maart 1976     | WK 1978 kwalificatie         | Sierra Leone − Niger | 5 − 1   |
| 2 | Niamey   | 21 maart 1976    | WK 1978 kwalificatie         | Niger − Sierra Leone | 2 − 1   |
| 3 | Niamey   | 13 november 1994 | Afrika Cup 1996 kwalificatie | Niger − Sierra Leone | 4 − 2   |
| 4 | Freetown | 3 juni 1995      | Afrika Cup 1996 kwalificatie | Sierra Leone − Niger | 5 − 1   |
| 5 | Niamey   | 27 maart 2011    | Afrika Cup 2012 kwalificatie | Niger − Sierra Leone | 3 − 1   |
| 6 | Freetown | 4 juni 2011      | Afrika Cup 2012 kwalificatie | Sierra Leone − Niger | 1 − 0   |
| 7 | Niamey   | 13 oktober 2020  | Vriendschappelijk            | Niger − Sierra Leone | 1 − 0   |

## Samenvatting
| Competitie              | Totaal gespeeld | Winst Niger | Gelijk | Winst Sierra Leone | Doelsaldo Niger – Sierra Leone |
| ----------------------- | --------------- | ----------- | ------ | ------------------ | ------------------------------ |
| WK-kwalificatie         | 2               | 1           | 0      | 1                  | 3 − 6                          |
| Afrika Cup-kwalificatie | 4               | 2           | 0      | 2                  | 8 − 9                          |
| Vriendschappelijk       | 1               | 1           | 0      | 0                  | 1 − 0                          |
| Totaal                  | 7               | 4           | 0      | 3                  | 12 − 14                        |

FNF · Nigerees vrouwenelftal
Interlands
Tegenstander:
Algerije ·
Angola ·
Benin ·
Botswana ·
Burkina Faso ·
Burundi ·
Congo-Brazzaville ·
Congo-Kinshasa ·
Djibouti ·
Egypte ·
Equatoriaal-Guinea ·
Ethiopië ·
Gabon ·
Gambia ·
Ghana ·
Guinee ·
Ivoorkust ·
Kaapverdië ·
Kameroen ·
Lesotho ·
Liberia ·
Libië ·
Madagaskar ·
Mali ·
Marokko ·
Mauritanië ·
Mozambique ·
Namibië ·
Nigeria ·
Oeganda ·
Oekraïne ·
Senegal ·
Sierra Leone ·
Soedan ·
Somalië ·
Swaziland ·
Tanzania ·
Togo ·
Tsjaad ·
Tunesië ·
Zambia ·
Zuid-Afrika
SLFA · 
A-internationals · 
Sierra Leoons vrouwenelftal
1966 – 1979 · 
1980 – 1989 · 
1990 – 1999 · 
2000 – 2009 · 
2010 – 2019 ·
2020 − 2029
Algerije ·
Angola ·
Benin ·
Burkina Faso ·
Burundi ·
China ·
Comoren ·
Congo-Brazzaville ·
Congo-Kinshasa ·
Djibouti ·
Egypte ·
Equatoriaal-Guinea ·
Ethiopië ·
Gabon ·
Gambia ·
Ghana ·
Guinee ·
Guinee-Bissau ·
Irak ·
Iran ·
Ivoorkust ·
Jordanië ·
Kaapverdië ·
Kameroen ·
Kenia ·
Lesotho ·
Liberia ·
Malawi ·
Mali ·
Marokko ·
Mauritanië ·
Niger ·
Nigeria ·
Sao Tomé en Principe ·
Senegal ·
Seychellen ·
Soedan ·
Somalië ·
Swaziland ·
Togo ·
Tsjaad ·
Tunesië ·
Zambia ·
Zuid-Afrika